# Ahmose-Henuttamehu
Ahmose-Henuttamehu ("Con của thần Mặt trăng, Nữ chúa của Hạ Ai Cập") là một công chúa, đồng thời là một vương hậu sống vào thời kỳ cuối Vương triều thứ 17 - đầu Vương triều thứ 18 trong lịch sử Ai Cập cổ đại.

## Thân thế

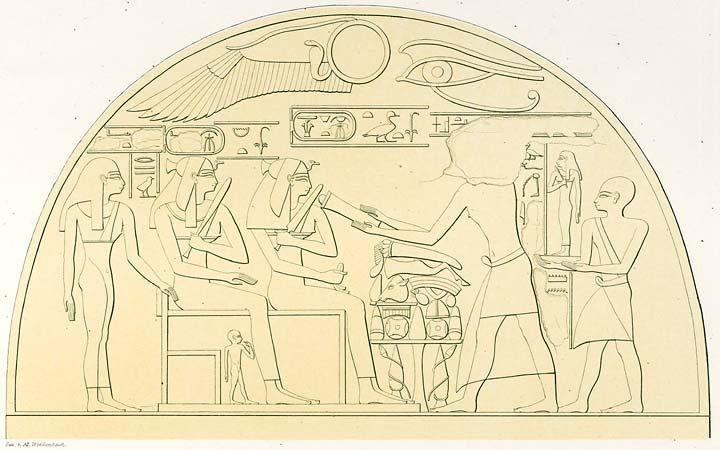
Phù điêu của Ahmose-Henuttamehu trên một tấm bia. Phía sau có lẽ là mẹ của bà, Ahmose-Inhapy.

Henuttamehu là con gái của pharaon Seqenenre Tao với vương hậu Ahmose-Inhapy. Cha mẹ của Henuttamehu là anh chị em ruột với nhau. Cũng như họ, bà đã kết hôn với một người anh em cùng cha, là pharaon Ahmose I. Ngoài ra, bà cũng chị em với là Chánh cung Ahmose-Nefertari của Ahmose.
Phù điêu của Henuttamehu xuất hiện trên tường mộ TT2 của Khabekhnet. Bà nhận các danh hiệu của một công chúa và một vương hậu: "Con gái của Pharaoh", "Chị em của Pharaoh" cùng "Người vợ vĩ đại của Pharaoh".

## Chôn cất
Xác ướp và quan tài của Ahmose-Henuttamehu được phát hiện vào năm 1881 tại lăng mộ DB320 cùng với những thành viên trong hoàng gia của bà, hiện đang được lưu giữ tại Bảo tàng Ai Cập. Không rõ nơi chôn cất ban đầu của Henuttamehu, nhưng nhiều suy đoán là bà được táng cùng với mẹ mình, Inhapy. Cỗ quan tài của công chúa đã bị mất đi lớp mạ vàng và đôi mắt khảm ngọc.
Henuttamehu qua đời khi đã già và bị hói đầu, cao khoảng 1,5 mét. Mái tóc thật xơ xác vẫn còn đan xen với những sợi tóc giả. Khuôn mặt của Henuttamehu đã bị hủy hoại nặng nề bởi những tên trộm mộ. Vào năm trị vì thứ 11 của Shoshenq I, xác ướp của bà được quấn băng lại và đưa vào DB320.